# アーソニスツ
アーソニスツ (Arsonists)は、アメリカのヒップホップ・グループ。バンド名の「アーソニスツ」は英語で「放火魔」を意味する。

## 概要
1993年、ニューヨーク州ブルックリンを拠点に総勢13名のユニットとして活動を開始。その後、メンバー脱退を経て5人組となり、1999年に最初のアルバム『アズ・ザ・ワールド・バーンズ』をマタドール・レコードよりリリースした。なお、マタドールはインディー・ロックを主に取り扱っており、ヒップホップ・アーティストを手掛けるのはこれが初めてのことであった。
ファースト・アルバムのリリース後、更に2名のメンバーが脱退し、Q-Unique、Jise One、Swel Boogieの3名のMCからなるグループとなった。またファースト・アルバムのリリース以降、メインMCであるQ-Uniqueはソロ活動も平行して行っていくこととなる。
2001年にセカンド・アルバム『デイト・オヴ・バース』、コンピレーション・アルバムの『Past, Present & Future』をリリースしたが、その後のグループとしてのアルバム・リリースは途絶え、音楽活動も休止状態となった。
2018年、オリジナル・メンバー5人により活動を再開。EP『Lost in the Fire』を発表している。

## メンバー
- D-Stroy
- Freestyle
- Jise One
- Q-Unique
- Swel Boogie

## ディスコグラフィ

### アルバム
- 『アズ・ザ・ワールド・バーンズ』 - As the World Burns (1999年、Matador)
- 『デイト・オヴ・バース』 - Date of Birth (2001年、Matador)

### EP
- Lost in the Fire (2018年、Below System)

### シングル
- "The Session" (1996年)
- "Blaze/Geembo's Theme/Flashback" (1998年、Fondle 'Em)
- "Backdraft" (1999年、Matador)
- "Pyromaniax" (1999年、Matador)
- "Backdraft/Halloween II" (1999年、Matador)
- "As the World Burns"  (1999年、Matador) ※インストゥルメンタル限定盤